# Sarcoxie (Misuri)
Sarcoxie es una ciudad ubicada en el condado de Jasper en el estado estadounidense de Misuri. En el Censo de 2010 tenía una población de 1330 habitantes y una densidad poblacional de 474,16 personas por km².

## Geografía
Sarcoxie se encuentra ubicada en las coordenadas 37°4′3″N 94°7′21″O / 37.06750, -94.12250. Según la Oficina del Censo de los Estados Unidos, Sarcoxie tiene una superficie total de 2.8 km², de la cual 2.8 km² corresponden a tierra firme y (0%) 0 km² es agua.

## Demografía
Según el censo de 2010, había 1330 personas residiendo en Sarcoxie. La densidad de población era de 474,16 hab./km². De los 1330 habitantes, Sarcoxie estaba compuesto por el 95.34% blancos, el 0.15% eran afroamericanos, el 1.35% eran amerindios, el 0.45% eran asiáticos, el 0.08% eran isleños del Pacífico, el 0.45% eran de otras razas y el 2.18% pertenecían a dos o más razas. Del total de la población el 1.35% eran hispanos o latinos de cualquier raza.